# بوگوشوا
بوگوشوا (به لاتین: Boguchwała) یک شهر و گمینا در لهستان است که در گمینا بوگوخواوا واقع شده‌است. بوگوشوا ۹٫۱۳ کیلومتر مربع مساحت و ۵٬۵۳۵ نفر جمعیت دارد.

## خواهرخوانده
شهر بیستریتسه ناد پرنشتینم خواهرخواندهٔ بوگوشوا هست.